# مرسی شرقی
مرسی شرقی (به انگلیسی: East Mersea) یک روستا و محله مدنی در بریتانیا است که در کولچستر واقع شده‌است. مرسی شرقی ۲۶۶ نفر جمعیت دارد.